# Roberto Millán
Aníbal Roberto Millán, comúnmente conocido como Roberto Millán (1892-?) fue un agrónomo argentino. La abreviación Millán se emplea para indicar su autoridad en la creación de un nombre científico.

## Publicaciones
- Millán R, 1943. Los zapallos Bugango y Angola. Revista Argentina de Agronomía 10:192-198. Describe dos variedades de Cucurbita pepo de Uruguay (el "Bugango" o "Bubango") y de Argentina (el "Angola").
- Millán R, 1945. Variaciones del zapallito amargo Cucurbita andreana y el origen de Cucurbita maxima. Revista Argentina de Agronomía. 12:86-93.Agregada datos a la descripción de Cucurbita maxima subsp. andreana y de híbridos con variedades cultivadas de C. maxima.
- Millán R (1946) Nuevo mate del Uruguay (Lagenaria siceraria var. laevisperma). Darwiniana 7(2):194-197. En JSTOR!: http://www.jstor.org/stable/23211625
- Millán, R. 1947. Los zapallitos de tronco de Sudamérica extratropical. Darwiniana 7(3):333-345. En JSTOR: http://www.jstor.org/stable/23211608 Nombra 3 variedades de Cucurbita maxima: C. maxima var. triloba (el "hoyito"), C. maxima var. zipinka (el "silpingo"), C. maxima var. zapallito (el "zapallito" o "zapallito de tronco"), la última había sido nombrada por Carrière como Cucurbita zapallito.
- Millán, R. 1951. Biología floral en especies de Cucurbita. Revista Argentina de Agronomía 12:86-93. Como citado por Pozner (2010-2012) Cucurbita, en: Flora del Valle de Lerma, Aportes Botánicos de Salta, Universidad Nacional de Salta.
- Millán R (1968) Observaciones sobre cinco Cucurbitáceas cultivadas o indígenas en la Argentina. Darwiniana 14(4):654–660 http://www.jstor.org/stable/23213812Describe la variedad Cucurbita argyrosperma "calabaza cordobesa" o "calabaza rayada" y la compara con Cucurbita moschata "anco". Describe Citrullus colocynthoides "sandiyeja" de Villa Mercedes (San Luis) y Mendoza. Comenta que Citrullus vulgaris Schrad var. citroides Bailey (la Cidra Cayota o Citrón) debe llamarse Citrullus colocynthoides Pangalo var. citroides (Bailey) Millán. Agrega a la descripción de Cucumis anguria (el "pepino cimarrón") la descripción de las plantas encontradas en Villa Mercedes (San Luis). Agrega datos a la descripción de Cucurbita maxima subsp. andreana. Agrega datos a la descripción de Cucurbita ficifolia "Alcayota" de Villa Mercedes, San Luis.